# Roosna-Alliku
Roosna-Alliku (německy Kaltenbrunn) je městečko v estonském kraji Järvamaa, samosprávně patřící pod statutární město Paide.